# Пестравский район
Пестра́вский райо́н — административно-территориальная единица (район) и муниципальное образование (муниципальный район) на юго-западе Самарской области России.
Административный центр — село Пестравка. Районный центр находится в 110 км от Самары.

## География
Площадь района составляет 1960 км². Основная река — Большой Иргиз, которая считается самой извилистой в мире рекой. К богатствам района относят чернозёмные почвы и нефтегазоносные месторождения. Более 70 % района занимают земли сельскохозяйственного назначения.

## История
Территория Пестравского района составная часть исторического региона Половецкая степь. В 13─15 веках земли района относились к Золотой Орде, а затем к Ногайской Орде. Старейшим поселением района является село Пестравка. До 1851 года села Пестравского района относились к Саратовской губернии, а затем перешли в Самарскую губернию Николаевского уезда. При советской власти территория района вошла в Средневолжскую область (край).
Район основан в 1935 году при образовании Куйбышевского края (позже — Самарская (Куйбышевская) область).
Пестравский район образован постановлением Куйбышевского крайкома от 05.02.1935 года. После первой районной партийной конференции, которая состоялась 23 февраля 1935 года, стали создаваться отделение Госбанка, районные отраслевые управления, нарсуд, районное потребительское общество. Окончательно сформировался Пестравский район в конце марта 1935 года.
В 1999 году селу Пестравка — районному центру Пестравского района исполнилось 230 лет. Первое упоминание о слободе Пестравка находится в материалах ревизий от 1769 года, где было сказано, «что слобода Пестравка была заселена казёнными крестьянами — выходцами из Малороссии: соляными возчиками Правления Илецкого соляного промысла».

## Население
| 2002    | 2008    | 2010    | 2011    | 2012    | 2013    | 2014    | 2015    | 2016    |
| ------- | ------- | ------- | ------- | ------- | ------- | ------- | ------- | ------- |
| 18 340  | ↘17 435 | ↗17 779 | ↗17 806 | ↘17 748 | ↘17 612 | ↘17 573 | ↘17 287 | ↘17 068 |
| 2017    | 2018    | 2019    | 2020    | 2021    |         |         |         |         |
| ↘16 801 | ↘16 575 | ↘16 233 | ↘15 999 | ↘14 881 |         |         |         |         |

Динамика населения

## Административное деление
В муниципальный район Пестравский входят 8 муниципальных образований со статусом сельского поселения:
Сельские поселения:
1. Высокое (село Высокое)
2. Красная Поляна (посёлки Вольно-Пролетарский, Воронцовский, сёла Идакра, Красная Поляна)
3. Майское (посёлки Крюково, Лозовой, Михеевка, Овсянка, сёла Майское, Телешовка)
4. Марьевка (сёла Марьевка, Плодосовхоз, Черненькое)
5. Михайло-Овсянка (село Михайло-Овсянка)
6. Мосты (посёлок Красный Яр, сёла Дмитриевка, Ломовка, Мосты, Тепловка)
7. Падовка (сёла Малоархангельское, Падовка, Тростянь)
8. Пестравка (деревни Анютино, Садовка, сёла Пестравка, Тяглое Озеро)

## Экономика
В районе имеются: 8 колхозов, 3 акционерных общества закрытого типа, плодосовхоз, рыбопитомник и подсобное предприятие, 102 крестьянских фермерских хозяйства. Имеются 2 банка и страховое общество. Существенную статью дохода района составляют сельское хозяйство и нефтедобыча.
В 2023 году в производстве продукции растениеводства и животноводства участвуют 13 сельскохозяйственных организаций, 45 КФХ и более 6 тысяч личных подсобных хозяйств. Валовый сбор зерновых и зернобобовых культур составил 127,8 тысячи тонн при средней урожайности 23 центнера с гектара. Наивысшая урожайность озимой пшеницы в ООО «Агро Нива» – 47 центнеров с гектара, 42 центнера с га в ООО «Семена». Средняя урожайность подсолнечника 13,3 ц/га. Поголовье крупно-рогатого скота во всех категориях хозяйств составляет 3,5 тысячи голов, из них 1537 коров.

## Транспорт
В настоящее время — только автомобильный. По территории района через село Марьевка проходит трасса Р-226. Через близлежащий районный центр Большую Глушицу проходит федеральная трасса М-32.
В 1950-е годы имелось авиационное сообщение «Пестравка—Куйбышев».

## Здравоохранение
На данный момент Пестравский район обслуживает Пестравская центральная районная больница.

## Культура
На территории Пестравского района функционируют 45 учреждений культуры: районный дом культуры, 15 сельских домов культуры, 14 муниципальных библиотек, 2 детских музыкальных школы, муниципальный музей «Детская картинная галерея», 4 коллектива, имеющих звание «народный» (хор русской песни, фотостудия «Горизонт», детская изостудия, хореографическое объединение «Маргаритки») и 9 киноустановок. В селе Майское действует детская картинная галерея

## Достопримечательности
- Вавилов Дол — историко-религиозный памятник, скит старца Вавилы, находится на границе с Саратовской областью, южнее села Малоархангельское.